# Krzyż przydrożny (Montbrison)
Krzyż przydrożny (Croix d'Estalliet) – krzyż wykonany w 1629 roku przez nieznanego autora. Od 1949 roku posiada status monument historique, w kategorii classé MH (zabytek o znaczeniu krajowym PA00117521)

## Lokalizacja
Krzyż znajduje się w Kolegiacie Notre-Dame-d’Espérance przy 5 Rue Notre Dame, w miejscowości Montbrison, w departamencie Loara, w regionie Owernia-Rodan-Alpy.

## Historia
Krzyż pierwotnie znajdował się w miejscu zwanym Estiallet, lecz jego dokładna lokalizacja nie jest znana. Wedle badań Ludwika Bernarda postawiono go w 1628 roku (data częściowo odczytana przez T. Rochigneux pod koniec XIX wieku na cokole krzyża) przy wjeździe Montbrison w intencji o wygaśnięcia epidemii dżumy (według C. Latta wielka epidemia dżumy w Montbrison w XVII wieku szalała od 1726 do 1730 roku).  Krzyż został odrestaurowany w 1820 roku (data wpisana na cokole) przez rodzinę Duché; belka pozioma została wówczas wymieniona. Pomimo wciągnięcia do rejestru zabytków w 1949 roku był w złym stanie. W 1965 roku belka pionowa uległa zniszczeniu. Krzyż był przechowywana w 1973 roku w Muzeum Diany. Po renowacji w 1980 roku, dodano nową belkę pionową umieszczono go w prezbiterium kolegiaty Notre-Dame.

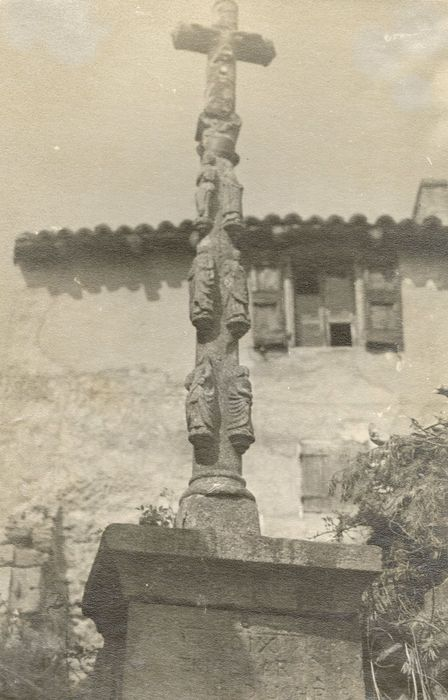
Krzyż przydrożny (Montbrison) w 1945

## Opis
Krzyż ma kwadratowy cokół o pionowych prostokątnych ścianach i ściętą tablicę. Ma kształt sześcianu, trzon jest rzeźbiony w formie płaskorzeźb polichrowanych, ułożonych w trzech rzędach po dwie (od strony tylnej brak dekoracji). Belka pozioma posiadała dekorację płaskorzeźbioną i kończyła się torusem oraz stożkowym zakończeniem. Na cokole już nieczytelne inskrypcje (wynotowane przez T. Rochigneux: B + G / D / 162...; KRZYŻ / POSTAWIONY PRZEZ / MARIE DUCHE / ANTOINE ARCHE / ANTOINE CHAUT / ...TOINAITE ARCHE / ...ISE ARCHE /1820.)
Na belce pionowej widnieją rzeźbione postacie, od góry do dołu: św. Jana Chrzciciela i św. Wawrzyńca; Święta Katarzyna i Święta Barbara; Święta Madeleine i Święty Piotr (klucze). Chrystus na krzyżu z Titulus Crucis na filakterium, po stronie głównej i Dziewica po drugiej stronie.